# Dink's Song
Dink's Song o la Canción de Dink (también conocida como Fare Thee Well o Que te vaya bien) es una canción folk de los Estados Unidos que ha sido interpretada por muchos músicos como Pete Seeger, Fred Neil, Bob Dylan, Dave Van Ronk y Jeff Buckley. La canción narra la historia de una mujer que ha sido abandonada por su amado cuando más lo necesitaba. 
La primera grabación conocida del tema es obra del etnólogo musical John Lomax, quien la grabó en 1908 como la canción de una mujer afroamericana llamada Dink, que la cantaba mientras lavaba los pantalones de su marido en un campamento provisional de constructores de diques del río Brazos, a unas pocas millas de College Station, Texas y del Texas A&M College. 
Frank Black en su álbum Fast Man Raider Man grabó una versión algo diferente.
La interpretación de Marcus Mumford y Oscar Isaac forma parte de la banda sonora de la película Inside Llewyn Davis (2013) de los hermanos Coen.

## Letra
If I had wings like Noah's dove

I'd fly up the river to the one I love

Fare thee well, oh honey, fare thee well
I've got a man, he's long and tall

Moves his body like a cannon ball

Fare thee well, oh honey, fare thee well
One of these days and it won't be long

Call my name and I'll be gone

Fare thee well, oh honey, fare thee well
I remember one night, a drizzling rain

Round my heart I felt a pain

Fare thee well, oh honey, fare thee well
When I wore my apron low

Couldn't keep you from my do'

Fare thee well, oh honey, fare thee well
Now I wear my apron high

Scarcely ever see you passing by

Fare thee well, oh honey, fare thee well
Now my apron's up to my chin

You pass my door and you won't come in

Fare thee well, oh honey, fare thee well
If I had listened to what my mama said

I'd be at home in my mama's bed

Fare thee well, oh honey, fare thee well